# Ansuino da Forlì
Ansuino da Forlì est un peintre italien du XVe siècle, originaire de Forlì et de l'École de Forlì, actif pendant le Quattrocento de la première Renaissance, à Padoue.

## Biographie
Ansuino da Forlì fait son apprentissage avec Francesco Squarcione.
Il a collaboré avec Fra Filippo Lippi et Niccolò Pizzolo pour la décoration de la chapelle du podestat.
Avec Mantegna et d'autres peintres, ils ont peint les fresques de la chapelle Ovetari dans l'église des Eremitani (détruites pendant la Seconde Guerre mondiale, par les bombardements de 1944).
Selon certains, Ansuino est l'un des maîtres de Melozzo de Forlì, et pourrait être considéré comme l'initiateur de l'école de Forlì dans la peinture italienne des XVe et XVIe siècles.

## Sources
- (it) Cet article est partiellement ou en totalité issu de l’article de Wikipédia en italien intitulé « Ansuino da Forlì » (voir la liste des auteurs).